# Sonnenfinsternis vom 25. Mai 2142
Die totale Sonnenfinsternis vom 25. Mai 2142 spielt sich größtenteils über Europa und Asien sowie dem Atlantischen Ozean ab. Das Maximum der Finsternis liegt in Russland ca. 20 km nordwestlich des Dorfes Marjowo; die Dauer der Totalität liegt dort bei 3 Minuten und 17 Sekunden.
Die Finsternis gehört zum Saros-Zyklus 130.
Diese Finsternis gehört zu einer Serie von acht zentralen Finsternissen im deutschsprachigen Raum, innerhalb von nur 76 Jahren (2075–2151).

## Verlauf
Über dem Nordatlantik beginnt um 07:12 Universal Time (UT) die partielle Phase der Sonnenfinsternis, der Kernschatten berührt die Erde erstmals um 08:01 UT. Um 08:08 UT trifft der Kernschatten in São Miguel zum ersten Mal Land. Von dort geht es weiter in Richtung Frankreich, wo der Kernschatten gegen 08:35 UT in Penmarch erstmals das europäische Festland erreicht. Um 08:45 UT erreicht er Belgien, die Hauptstadt Brüssel erlebt um 08:47 UT die größte Verfinsterung. Nach einem kurzen Abstecher durch die Niederlande wird Deutschland erstmals um 08:48 UT vom Kernschatten getroffen. Er überquert dann das Ruhrgebiet, Westfalen, den größten Teil Niedersachsens, die Stadtstaaten Bremen und Hamburg sowie den Nordosten, wo die verfinsterte Sonne gegen 09:00 UT Deutschland Richtung Ostsee und der Woiwodschaft Westpommern verlässt. 15 Minuten später beginnt die Totalität auch in Lettland und Litauen, ehe der Kernschatten um 09:20 UT bei Pskow Russland erreicht. Der Kernschatten überquert dann das Land, wo um 09:32 UT bei Marjowo der Höhepunkt erreicht wird. Teilweise werden kleine Teile Kasachstans von der Totalität getroffen. Ungefähr eine Stunde nach der Maximalverfinsterung tritt der Kernschatten in die Mongolei ein. Der Kernschatten durchquert das karge Land in 10 Minuten, bis um 10:50 UT das chinesische Festland erreicht wird. Gegen 10:52 UT erlebt Dalian als letzte Stadt die Totalität, bevor der Kernschatten in das Gelbe Meer eintritt, wo die totale Finsternis um 10:55 UT ungefähr 180 km südwestlich der nordkoreanischen Hauptstadt Pjöngjang endet. Die partielle Finsternis endet um 11:57 UT (19:57 Ortszeit) in Kunming.

## Orte in der Totalitätszone
| Land                | Ort           | Dauer  | Uhrzeit (UT) |
| ------------------- | ------------- | ------ | ------------ |
| Portugal            | Ponta Delgada | 1m 43s | 08:09        |
| Frankreich          | Brest         | 0m 57s | 08:35        |
| Frankreich          | Rennes        | 2m 18s | 08:37        |
| Frankreich          | Le Havre      | 2m 50s | 08:41        |
| Frankreich          | Lille         | 2m 55s | 08:45        |
| Belgien             | Brüssel       | 2m 55s | 08:47        |
| Belgien             | Antwerpen     | 2m 59s | 08:51        |
| Niederlande         | Rotterdam     | 1m 29s | 08:48        |
| Niederlande         | Utrecht       | 2m 33s | 08:53        |
| Deutschland         | Düsseldorf    | 2m 08s | 08:50        |
| Deutschland         | Hannover      | 2m 40s | 08:54        |
| Deutschland         | Bremen        | 2m 32s | 08:54        |
| Deutschland         | Dortmund      | 1m 18s | 08:55        |
| Deutschland         | Hamburg       | 2m 22s | 08:56        |
| Polen               | Stettin       | 1m 26s | 09:01        |
| Polen               | Danzig        | 0m 33s | 09:07        |
| Litauen             | Klaipėda      | 3m 13s | 09:12        |
| Lettland            | Riga          | 2m 21s | 09:17        |
| Russland            | Pskow         | 1m 08s | 09:23        |
| Russland            | Jaroslawl     | 2m 44s | 09:38        |
| Russland            | Kirow         | 2m 48s | 09:50        |
| Russland            | Perm          | 3m 06s | 09:58        |
| Russland            | Jekaterinburg | 1m 47s | 10:04        |
| Russland            | Tjumen        | 2m 46s | 10:12        |
| Russland            | Omsk          | 1m 51s | 10:18        |
| Mongolei            | Tsetserleg    | 2m 07s | 10:44        |
| Volksrepublik China | Qinhuangdao   | 1m 36s | 10:52        |
| Volksrepublik China | Dalian        | 1m 21s | 10:52        |

## Sichtbarkeit im deutschsprachigen Raum
Außerhalb der Totalitätszone ist die Finsternis im deutschsprachigen Raum im ganzen Verlauf als sehr tiefe partielle Sonnenfinsternis sichtbar. Die geringste Verfinsterung wird im Südosten in Bad Radkersburg in der Steiermark mit 78 % Bedeckung erreicht.
| Land        | Ort               | Bedeckung | Bemerkung    |
| ----------- | ----------------- | --------- | ------------ |
| Deutschland | Hamburg           | 100,0 %   | Total, s. o. |
| Deutschland | Berlin            | 099 %     |              |
| Deutschland | Frankfurt am Main | 096 %     |              |
| Deutschland | München           | 087 %     |              |
| Österreich  | Salzburg          | 085 %     |              |
| Österreich  | Wien              | 083 %     |              |
| Schweiz     | Basel             | 090 %     |              |
| Schweiz     | Bern              | 088 %     |              |